# Guatteria latifolia
Guatteria latifolia är en kirimojaväxtart som först beskrevs av Carl Friedrich Philipp von Martius, och fick sitt nu gällande namn av Robert Elias Fries. Guatteria latifolia ingår i släktet Guatteria och familjen kirimojaväxter. Inga underarter finns listade i Catalogue of Life.